# Ina Meschik
Ina Meschik (ur. 25 września 1990 w Sankt Veit an der Glan) – austriacka snowboardzistka. W 2010 roku wystartowała na igrzyskach olimpijskich w Vancouver, gdzie była szósta w gigancie równoległym. W tej samej konkurencji zajęła czwarte miejsce podczas igrzysk w Soczi w 2014 roku. Była też między innymi dziewiąta w slalomie i ósma w gigancie równoległym na mistrzostwach świata w Sierra Nevada w 2017 roku. Najlepsze wyniki w Pucharze Świata osiągnęła w sezonie 2015/2016, kiedy to zajęła piąte miejsce w klasyfikacji generalnej PAR, a w klasyfikacji PSL była trzecia. Piąta była także w sezonie 2016/2017, jednak nie znalazła się w najlepszej trójce w żadnej z konkurencji.

## Osiągnięcia

### Igrzyska olimpijskie
| Miejsce | Dzień     | Rok  | Miejscowość | Konkurencja       | Zwyciężczyni        |
| ------- | --------- | ---- | ----------- | ----------------- | ------------------- |
| 6.      | 26 lutego | 2010 | Vancouver   | Gigant równoległy | Nicolien Sauerbreij |
| 4.      | 19 lutego | 2014 | Soczi       | Gigant Równoległy | Patrizia Kummer     |
| 8.      | 22 lutego | 2014 | Soczi       | Slalom równoległy | Julia Dujmovits     |
| 8.      | 24 lutego | 2018 | Pjongczang  | Gigant Równoległy | Ester Ledecká       |

### Mistrzostwa świata
| Miejsce | Dzień       | Rok  | Miejscowość   | Konkurencja       | Zwyciężczyni    |
| ------- | ----------- | ---- | ------------- | ----------------- | --------------- |
| 16.     | 19 stycznia | 2011 | La Molina     | Gigant równoległy | Alona Zawarzina |
| 14.     | 25 stycznia | 2013 | Stoneham      | Gigant równoległy | Isabella Laböck |
| 10.     | 22 stycznia | 2015 | Kreischberg   | Slalom równoległy | Ester Ledecká   |
| 9.      | 15 marca    | 2017 | Sierra Nevada | Slalom równoległy | Daniela Ulbing  |
| 8.      | 16 marca    | 2017 | Sierra Nevada | Gigant równoległy | Ester Ledecká   |

### Puchar Świata

#### Miejsca w klasyfikacji generalnej
- sezon 2007/2008: 130.
- sezon 2008/2009: 56.
- sezon 2009/2010: 22.
- sezon 2010/2011: 23.
- sezon 2011/2012: 13.
- sezon 2012/2013: 21.
- sezon 2013/2014: 10.
- sezon 2014/2015: 12.
- sezon 2015/2016: 5.
- sezon 2016/2017: 5.
- sezon 2017/2018: 13.

#### Miejsca na podium
1. Telluride – 17 grudnia 2009 (gigant równoległy) – 3. miejsce
2. La Molina – 21 marca 2010 (gigant równoległy) – 3. miejsce
3. Rogla – 31 stycznia 2015 (gigant równoległy) – 2. miejsce
4. Kayseri – 27 lutego 2016 (gigant równoległy) – 3. miejsce
5. Winterberg – 6 marca 2016 (slalom równoległy) – 2. miejsce
6. Carezza – 15 grudnia 2016 (gigant równoległy) – 1. miejsce
7. Rogla – 28 stycznia 2017 (gigant równoległy) – 3. miejsce
8. Carezza – 14 grudnia 2017 (gigant równoległy) – 3. miejsce